# Циппус
Ципп, циппус (лат. cippus пирамидальный столб) — этрусское надгробное украшение в виде конуса, крыши или плиты.
Циппи, как правило, имели кубическую, яйцеобразную, сферическую или цилиндрическую форму.
Так называемый «it:Cippus Abellanus» (на осканском языке), как и «Cippus Perusinus» не являются могильными камнями. Последний содержит текст из 46 строчек и ста слов — соглашение между двумя семьями о земельной границе.
Карфагенские циппи имеют основание в форме египетских стел, которые тоже иногда называются циппи (например, «Cippi Metternich» в Британском музее).
Пунические циппи можно найти в Северной Африке, а также в Сардинии (Кальяри, Тети, Фаррос), в Сицилии (Моциа) и Испании (Уэльва и Кастельдефельс, Барселона).
Важное значение для науки имеет мальтийские циппи Мелькарта) с финикийскими и греческими надписями. Они позволили впервые расшифровать финикийский алфавит.